# Christian Dumont
Christian Jean Claude Armand Dumont (Fourcatier-et-Maison-Neuve, 19 aprile 1963 – Piégon, 6 agosto 2021) è stato un biatleta francese.

## Biografia
Rappresentato la Francia ai Giochi olimpici invernali di Calgary 1988 e Albertville 1992.
Morì per una crisi cardiaca nel 2021, a 58 anni.

## Palmarès
- Campionati mondiali di biathlon

Minsk/Oslo/Kontiolahti 1990: argento nella staffetta 4 X 7,5 km; bronzo nella gara a squadre.